# Richard Loe
Pour les articles homonymes, voir Loe.
Pas d'image ? Cliquez ici

a Compétitions nationales et continentales officielles uniquement.

b Matchs officiels uniquement.
Richard Loe (né le 6 avril 1960 à Christchurch, en Nouvelle-Zélande) est un ancien joueur de rugby à XV néo-zélandais qui a joué 78 fois (dont 49 tests matchs) pour les All-Blacks de 1987 à 1995. Il a participé à trois coupes du monde et en a gagné une. C’était un pilier de 1,88 m et 116 kg. Il évoluait au poste de pilier
C'était un excellent pilier, véritable lien entre les trois quarts et les avants, ainsi qu'un maître incontesté du contre rucking.

## Biographie
Loe a débuté avec les Blacks en 1986 à l’occasion d’un match contre les Barbarians français.
Il a participé à la coupe du monde de 1987 gagnée par les Blacks (deux matchs joués par Loe) puis à une tournée au Japon.
Il fut invaincu en test matchs en 1988 contre le Pays de Galles et les Wallabies (4 victoires et un nul). L’année suivante fut ensuite meilleure avec sept victoires en test matchs, dont deux contre la France.
Les bons résultats ont continué pour lui et les Blacks en 1990 avec six victoires (dont deux contre la France) et une seule défaite en test matchs contre les Wallabies. Cette année-là, il s'engage avec le RC Vichy, où il passera deux saisons.
En 1991, il effectua une tournée en Argentine puis participa à la coupe du monde de 1991 (cinq matchs joués).
Il joua dans le XV mondial du Président en 1992, puis revint en 1994, après une suspension de six mois, avec de la réussite face aux Springboks (deux victoires et un nul) mais par contre deux défaites contre la France.
Pour sa dernière saison internationale, il a participé à la coupe du monde de 1995, en particulier à la victoire 145-17 contre le Japon et à la finale perdue contre les Springboks.
Il a joué ensuite en 1996 avec les Crusaders et en 1997 avec les Waikato Chiefs, avant de prendre sa retraite sportive.

## Statistiques

### En équipe nationale
De 1987 à 1995, Richard Loe compte 49 sélections avec les All-Blacks, inscrivant 25 points. Avec les Kiwis, il dispute trois Coupe du monde en 1987, 1991 et 1995.

## Palmarès
- Vainqueur de la Coupe du monde 1987
- Troisième de la Coupe du monde 1991
- Finaliste de la Coupe du monde 1995